# Bartolomé de Lucca
Bartolomé de Lucca, nacido Bartolomeo Fiadoni, y también conocido como Tolomeo da Lucca o Ptolomeo da Lucca (c. 1236-c. 1327), fue un historiador medieval italiano.

## Biografía

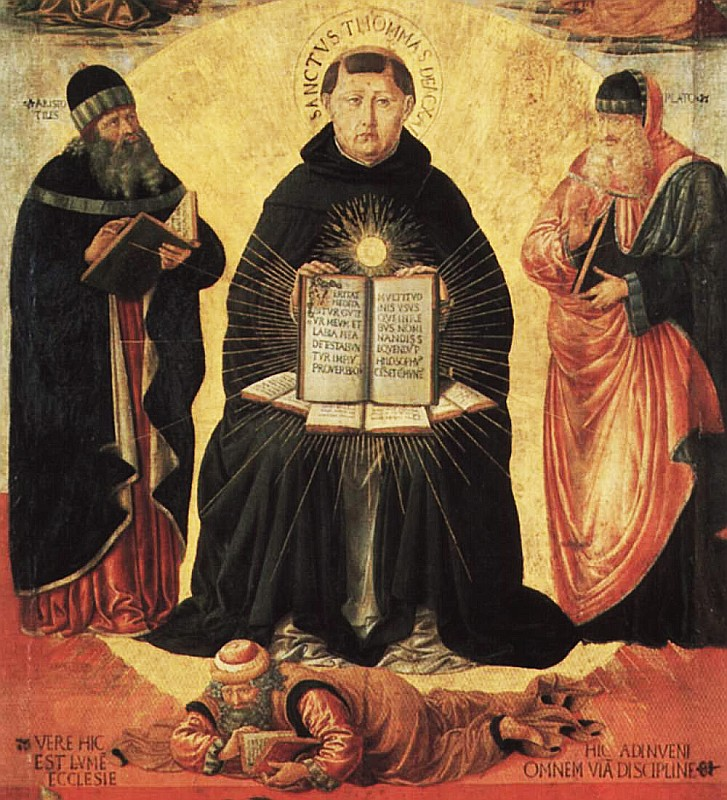
Imagen del maestro de Bartolomé

Nacido en Lucca, probablemente en 1236, a temprana edad Bartolomé ingresó en la Orden Dominicana. Se distinguió por su piedad y su intensa aplicación al estudio, por lo que se ganó el respeto y la cálida amistad de Santo Tomás de Aquino. No sólo fue su discípulo, sino también su confidente y confesor. En 1272 acompañó a Santo Tomás de Roma a Nápoles donde todavía estaba en 1274, cuando le llegó la noticia de la muerte de su maestro en Fossa Nuova. Fue elegido prior del convento de su ciudad natal en 1288. En Nápoles (1294), tomó parte activa en la manifestación pública que se hizo para impedir la dimisión del Papa Celestino V.
En 1301 fue elegido Prior de Santa María Novella en Florencia. Más tarde se mudó a Aviñón donde fue capellán durante nueve años (1309-1318) del cardenal Patrasso, obispo de Albano, y después de la muerte del cardenal en 1311 de su compañero religioso, el cardenal Guillermo de Bayona. Jacques Échard afirma que fue amigo cercano y a menudo confesor de Juan XXII, quien lo nombró obispo de Torcello el 15 de marzo de 1318. Un conflicto con el patriarca de Grado sobre el nombramiento de una abadesa de San Antonio en Torcello llevó a su excomunión en 1321, y el exilio. En 1323 hizo las paces con el patriarca, regresó a su sede y murió allí en 1327.

## Obras
La obra más conocida de Bartolomé son sus Annales (1061-1303), terminados alrededor de 1307, en los que se registran en frases concisas los principales acontecimientos de este período. Su Historia Ecclesiastica Nova en veinticuatro libros relata la historia de la Iglesia desde el nacimiento de Cristo hasta 1294; considerando como apéndices las vidas del Papa Bonifacio VIII, el Papa Benedicto XI y el Papa Clemente V, llega hasta 1314.